# 金牧功大
金牧 功大（かねまき こうた）は日本の政治学者。専門は現代中国政治史。慶應義塾大学法学部講師(非常勤)、総合政策学部講師(非常勤)、防衛大学校総合教育学群教官(非常勤講師）。慶應義塾大学法学部TAや個人学習指導員、大学院法学研究科助教(有期・研究奨励)を歴任。
中国の少数民族政策に詳しく、チベット亡命政府のあるインドのダラムサラなどでフィールドワークを行っている。その様子がAERAで紹介されている。
コーヒー分野でも活動しており、日本スペシャルティーコーヒー協会が実施するジャパン ラテアート チャンピオンシップ 2025の公式審査員やジャパン サイフォニスト チャンピオンシップ 2025の認定審査員を務めている。またPADIのインストラクター資格や潜水士免許を有しており、ダイバーとしても活動している。

## 略歴
出典
2023年4月 - 2024年3月、慶應義塾大学大学院法学研究科, 助教（有期・研究奨励） 
2023年4月 - 現在、慶應義塾大学, 総合政策学部, 講師 (非常勤) 
2025年4月 - 現在、慶應義塾大学, 法学部, 講師（非常勤）
このほか、行政機関においても勤務している。
2024年10月 - 現在、防衛大学校, 総合教育学群, 教官（非常勤講師）
2024年10月 - 現在、経済産業省, 通商政策局北東アジア課, 中国関係調査等職員 
2025年4月 - 現在、水産庁, 漁業取締船 乗船通訳

## 著作

### 論文
- 「人民解放軍による『チャムドの戦い』の再検討」『日本西蔵学会々報』 (69) 2023年。
- 「中華人民共和国初期における中国共産党の対チベット政策にみる二重性 : 一九四九年～一九五二年 」『法学政治学論究』 (130)  2021年。

など。  

### 共訳
- 鄭浩瀾 『革命と親密性 毛沢東時代の「日常政治」』 東方書店 2024年。
- 呉国光『権力の劇場-中国共産党大会の制度と運用』 中央公論新社 2023年。
- 龐宏亮『中国軍人が観る「人に優しい」新たな戦争 知能化戦争』 五月書房新社 2021年。
- 鄭浩瀾『毛沢東時代の政治運動と民衆の日常』慶應義塾大学出版会 2021年。

など。

### 教科書
- 『形から理解する英文読解』株式会社ファンクシー出版部2025年（共著）。
- 『形から解くTOEIC英文法・語法問題集 』株式会社ファンクシー出版部 2025年（共著）。

## 所属学会[1]
- Professional Association of Diving Instructors、アジア政経学会、日本現代中国学会 、中国研究所、日本チベット学会 、日本防衛学会、日本スペシャルティコーヒー協会 。